# Artell
|  | Aquest article tracta sobre les articulacions de les mans. Si cerqueu les articulacions dels apèndixs dels artròpodes, vegeu «apèndix (artròpodes)». |

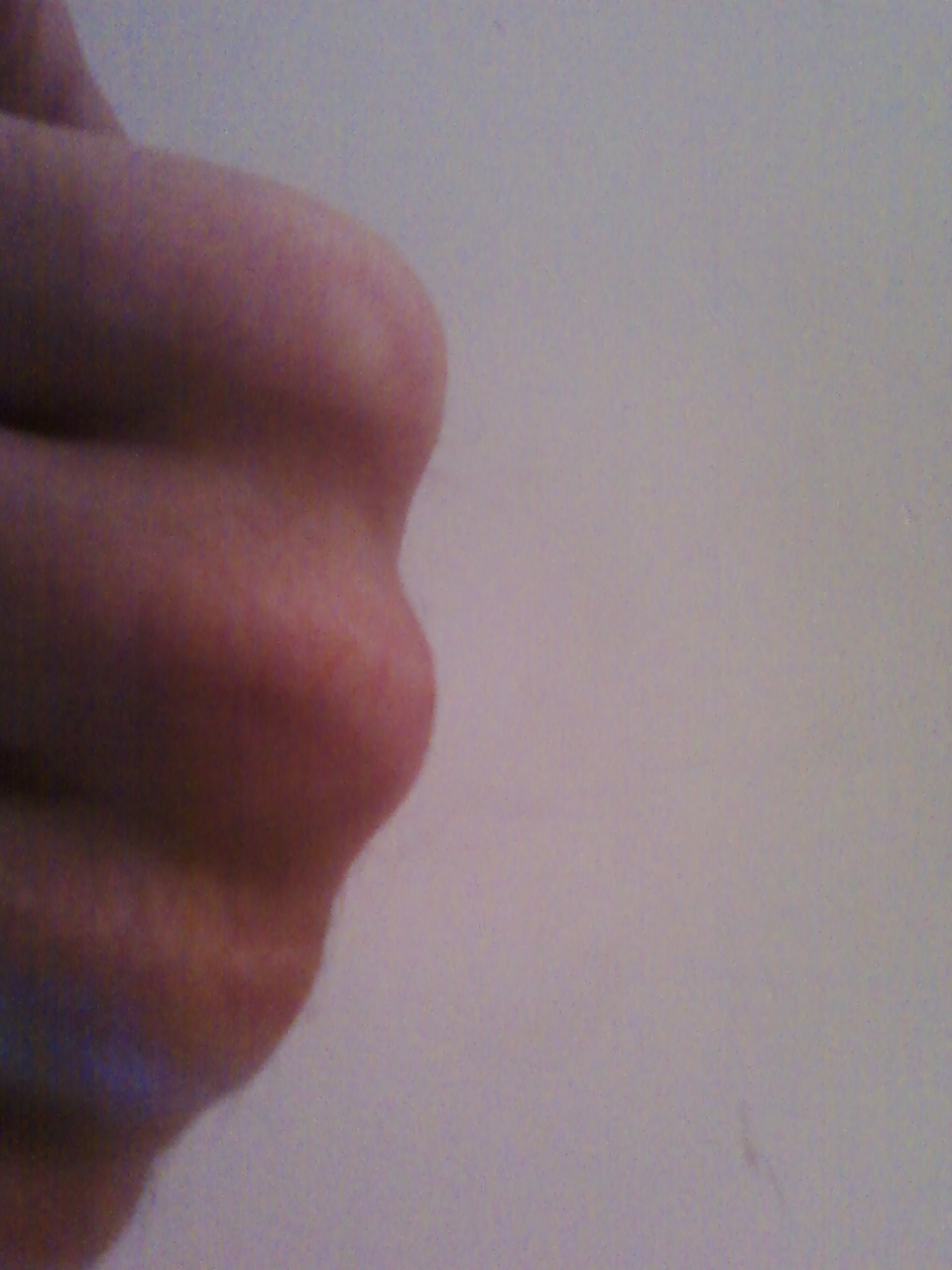
Artells d'una mà

Els artells són les articulacions dels dits de les mans i dels peus, que es posen en relleu quan la mà es tanca per mostrar un puny. Al País Valencià, són col·loquialment anomenats nuguets o colzets. Anatòmicament, es diu que els artells consisteixen en l'articulació metacarpofalàngica i les articulacions interfalàngiques dels dits.
El mecanisme físic del soroll que fan els artells quan es fa pressió sobre els dits (fer petar els dits) és encara desconegut, però es creu que és causat pel líquid sinovial en omplir el buit deixat pel desplaçament de l'articulació.